# Chân Tịnh Khắc Văn
Chân Tịnh Khắc Văn (zh: 眞淨克文, ja: Shinjō Kokubun, 1025-1102), cũng được gọi là Bảo Phong Khắc Văn hay Lặc Đàm Khắc Văn, là Thiền sư Trung Quốc đời Tống, thuộc phái Hoàng Long, Lâm Tế tông. Sư đắc pháp nơi Thiền sư Hoàng Long Huệ Nam và có nhiều đệ tử đắc pháp như: Đâu Suất Tùng Duyệt, Thọ Ninh Thiện Tư, Động Sơn Trí Càn...

## Tiểu sử
Sư họ Trịnh, quê ở Văn Hương, Thiểm Phủ. Mẹ sư mất sớm, dì kế tính tình lại khắt khe nên cha khuyên sư đi du phương. Sư đến Phục Châu, nghe Thiền sư Bắc Tháp Tư Quảng thuyết pháp, cảm động ở lại học và được đặt pháp danh là Khắc Văn. Năm lên 25 tuổi, sư thọ Cụ Túc giới.
Vào năm thứ 2 niên hiệu Trị Bình (1065), sư đến nhập hạ an cư trên núi Đại Quy Sơn. Tại đây, nhân nghe một vị tăng tụng câu kệ của Vân Môn Văn Yển, sư hoát nhiên đại ngộ, rồi đến tham vấn Hoàng Long Huệ Nam ở Tích Thúy và kế thừa dòng pháp của vị này. Trong số môn hạ của Hoàng Long, sư là người có cơ phong cao vời nên được xưng tán là Văn Quan Tây.
Vào năm thứ 5 niên hiệu Hy Ninh (1072), sư đến Cao An. Thể theo lời thỉnh cầu của vị Thái Thú Tiền Công, sư đến trú trì hai ngôi chùa là Động Sơn Thiền Tự và Thánh Thọ Thiền Tự trong vòng 12 năm. Sau đó, sư đến Kim Lăng, được Thư Vương quy y theo và thỉnh sư khai sơn Báo Ninh Tự. Sư còn được ban cho hiệu là Chơn Tịnh Đại Sư. Không bao lâu sau, sư lại quay trở về Cao An, lập ra Đầu Lão Am và sống nhàn cư tại đây.
Sau 6 năm, sư đến trú tại Quy Tông Tự trên Lô Sơn. Tiếp theo, thể theo lời thỉnh cầu của Tể Tướng Trương Thương Anh, sư lại chuyển đến trụ trì ở Lặc Đàm. Cùng với Hối Đường Tổ Tâm và Đông Lâm Thường Thông, sư đã tạo dựng nên cơ sở phát triển cho Phái Hoàng Long.

Niên hiệu Sùng Ninh năm đầu (1102), ngày 16 tháng 10, Sư lên toà ngồi thế kiết - già. Chúng thỉnh Sư thuyết pháp, Sư chỉ cười và nói bài kệ:
Năm nay bảy mươi tám
Tứ đại sắp rời rã
Gió lửa đã li tán

Sắp đi còn gì nói.
Nói xong, Sư viên tịch, thọ 78 tuổi, 52 hạ lạp. Sư có để lại tác phẩm:
1. Vân Am Chơn Tịnh Thiền Sư Ngữ Lục (zh: 雲庵眞淨禪師語錄, 6 quyển).
2. Vân Am Chơn Tịnh Hòa Thượng Hành Trạng (zh: 雲庵眞淨和尚行狀).